# Cesvaine (przystanek kolejowy)
Cesvaine (ros. Цесвайне) – przystanek kolejowy w miejscowości Cesvaine, w gminie Madona, na Łotwie. Położony jest na linii Pļaviņas - Gulbene.
Przystanek istniał w okresie międzywojennym.